# Goleniów (gemeente)
De gemeente Goleniów (gmina Goleniów) is een stad- en landgemeente met 34.364 inwoners (2010) in de Poolse powiat Goleniowski in West-Pommeren. Hoofdplaats is de stad Goleniów. De gemeente beslaat een oppervlakte van 443,06 km², 27,4% van de totale oppervlakte van de powiat.
Tussen de stad Goleniów en Glewice ligt de luchthaven van Szczecin, Port Lotniczy Szczecin-Goleniów.
Aangrenzende gemeenten:
- Szczecin (stadsdistrict)
- Maszewo, Osina, Przybiernów en Stepnica (powiat Goleniowski)
- Police (powiat Policki)
- Kobylanka en Stargard Szczeciński (powiat Stargardzki)

## Demografie
Stand op 30 juni 2004:
| Omschrijving                   | Totaal | Totaal | Vrouwen | Vrouwen | Mannen | Mannen |
| ------------------------------ | ------ | ------ | ------- | ------- | ------ | ------ |
| eenheid                        | aantal | %      | aantal  | %       | aantal | %      |
| inwoners                       | 32.654 | 100    | 16.735  | 51,2    | 15.919 | 48,8   |
| bevolkingsdichtheid (inw./km²) | 73,7   | 73,7   | 37,8    | 37,8    | 35,9   | 35,9   |

De gemeente heeft 41,8% van het aantal inwoners van de powiat. In 2002 bedroeg het gemiddelde inkomen per inwoner 1273,99 zł.

## Plaatsen
- Goleniów (Duits Gollnow, stad sinds 1268/1314)

Administratieve plaatsen (sołectwo) van de gemeente Goleniów:
- Białuń, Bolechowo, Borzysławiec, Budno, Burowo, Czarna Łąka, Danowo, Glewice, Imno, Kąty, Kliniska Wielkie, Komarowo, Krępsko, Lubczyna, Łaniewo, Łozienica, Marszewo, Miękowo, Modrzewie, Mosty, Niewiadowo, Podańsko, Pucice, Rurzyca, Stawno, Święta, Tarnowiec, Tarnówko, Wierzchosław, Załom, Żdżary en Żółwia Błoć

Overige: Bącznik, Bolesławice, Bystra, Dobroszyn, Grabina, Ininka, Inoujście, Kamieniska, Kępy Lubczyńskie, Nadrzecze, Przepiórki, Rurka, Smolniki, Warcisławiec, Zaborze, Zabród.

## Partnergemeenten
- Greifswald (Duitsland, sinds 1986))
- Svedala kommun (Zweden, sinds 1993)
- Bergen auf Rügen (Duitsland, sinds 2001)
- Goerjevsk (Rusland, sinds 2005)

Tussen 1991 en 2011 had Goleniów bovendien een stedenband met Opmeer.